# Alec Rowley
Alec Rowley (ur. 13 marca 1892 w Londynie, zm. 10 stycznia 1958 tamże) – angielski kompozytor, autor m.in. Suity orkiestrowej, baletu The Princess Who Lost a Tune, w Polsce znany prawdopodobnie głównie z utworów dla dzieci, m.in. odznaczającego się szczególnym urokiem miniaturowego koncertu na fortepian i orkiestrę utrzymanego w tonacji G-dur.